# Erich Fiedler
Erich Fiedler (15 de março de 1901 — 19 de maio de 1981) foi um ator de cinema alemão.